# Costatrichia lodora
Costatrichia lodora är en nattsländeart som beskrevs av Martin E. Mosely 1937. Costatrichia lodora ingår i släktet Costatrichia och familjen smånattsländor. Inga underarter finns listade i Catalogue of Life.